# Пълна промяна
„Пълна промяна“ е българската версия на американското шоу Extreme Makeover.
На 17 септември 2007 г. по „Нова телевизия“ стартира и първият сезон на българското издание, чиято водеща е Гала. Шоуто се излъчва 3 пъти седмично в прайм тайма и включва две издания на запис и една вечер „на живо“. Всяка седмица „Пълна промяна“ разказва историите на двама души, чийто живот и външност се променят пред очите на зрителите.
Участниците биват подложени на пластични и козметични операции, програма за отслабване и фитнес. По време на шоуто те живеят изолирани от близките си и семействата си, без комуникации, както и без възможност да се поглеждат в огледалото преди официалното им представяне пред аудиторията.
Очаквал се е и втори сезон на шоуто в България през 2008 година, но не е реализиран.

## Сезони
| Сезон | Сезон | ТВ канал | Година | Старт             | Финал            |
| ----- | ----- | -------- | ------ | ----------------- | ---------------- |
|       | 1     | Нова ТВ  | 2007   | 17 септември 2007 | 12 декември 2007 |